# Doftiberis
Doftiberis (Iberis odorata) är en korsblommig växtart som beskrevs av Carl von Linné. Enligt Catalogue of Life ingår Doftiberis i släktet iberisar och familjen korsblommiga växter, men enligt Dyntaxa är tillhörigheten istället släktet iberisar och familjen korsblommiga växter. Arten förekommer tillfälligt i Sverige, men reproducerar sig inte. Inga underarter finns listade i Catalogue of Life.